# Lysimachia alfredii
Lysimachia alfredii là một loài thực vật có hoa trong họ Anh thảo. Loài này được Hance mô tả khoa học đầu tiên năm 1877.